# John Wilson (Ruderer)
John „Jack“ Hyrne Tucker Wilson (* 17. September 1914 in Bristol, Rhode Island; † 16. Februar 1997 in der Grafschaft Devon) war ein britischer Ruderer. Er war mit dem Zweier ohne Steuermann erfolgreich und wurde 1948 Olympiasieger in dieser Disziplin.
Wilson war in den Vereinigten Staaten geboren und ging zunächst in Texas zur Schule, bevor er 1924 auf die Shrewsbury School kam. Er studierte am Pembroke College in Cambridge. Mit dem Achter von Cambridge gewann er von 1934 bis 1936 dreimal das Boat Race, im Boot saß jeweils auch Ran Laurie vom Selwyn College. Nach Abschluss seines Studiums ging Wilson in den Staatsdienst. Die Olympischen Spiele 1936 verpasste Wilson, weil er bereits beim Sudan Government Service tätig war. Laurie folgte ihm ein Jahr später in den Sudan. 1938 nahmen beide Urlaub zur Henley Royal Regatta, dort gewannen sie im Zweier ohne Steuermann, obwohl ihre Trainingsmöglichkeiten im Sudan eher beschränkt waren. Zehn Jahre später traten die beiden erneut in Henley an und siegten überzeugend. Daraufhin wurden sie für die olympische Regatta 1948 nominiert, die ebenfalls in Henley stattfand. Nach Siegen im Vorlauf und im Halbfinale gewannen sie im Finale vor den Booten aus der Schweiz und aus Italien.
1954 verließ Wilson den Kolonialdienst und übernahm eine Stelle bei British Steel.